# Pensée de Kaysone Phomvihane
La pensée de Kaysone Phomvihane (en lao : ແນວຄິດ ໄກສອນ ພົມວິຫານ) est une idéologie politique qui s'appuie sur le marxisme-léninisme et la pensée d'Hô Chi Minh (en), avec la philosophie politique développée par Kaysone Phomvihane, premier secrétaire général du Parti révolutionnaire populaire lao (PPRL). Son contenu a été codifié et développé par le PPRL avec l'aide du Parti communiste vietnamien, et a été formalisé pour la première fois par le PPRL lors de son 10e Congrès national, tenu en 2016.
La pensée de Kaysone Phomvihane aborde les questions fondamentales de la Révolution laotienne, notamment l'application créative et le développement du marxisme-léninisme aux conditions matérielles du Laos, tel qu'il a été mis en œuvre par les paysans et les ouvriers en lutte contre les forces coloniales, néocoloniales et féodales-monarchiques. Elle s'efforce de construire une société socialiste sans passer par le stade capitaliste. Cependant, en raison du sous-développement du Laos, le PPRL, toujours sous la direction de Phomvihane, a adopté une ligne de type capitaliste d'État selon laquelle l'État et les entreprises collectives joueraient un rôle majeur dans l'économie, insistant sur le fait que le capitalisme d'État, la propriété privée et l'activité économique individuelle se perpétueraient et seraient utilisés par l'État pour la construction socialiste.